# Distretto di Franklin (Canada)

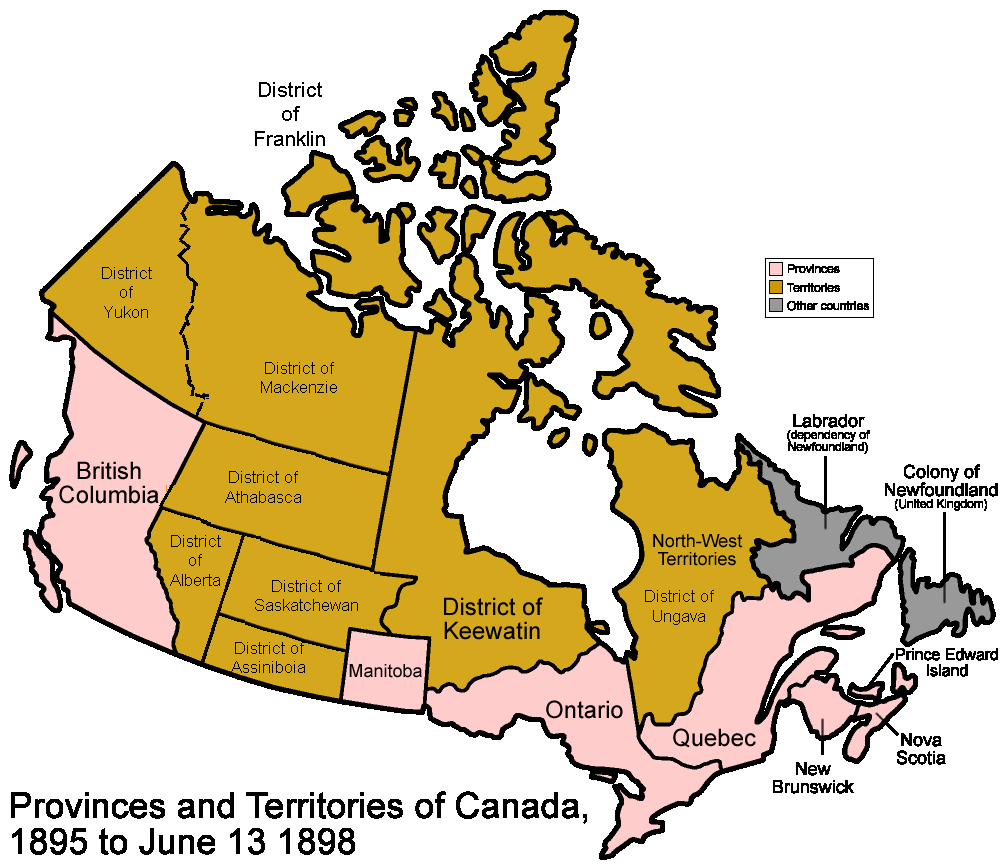
Distretti storici dei Territori del Nord Ovest 1895

Il distretto di Franklin fu un distretto amministrativo regionale dei Territori del Nord-Ovest del Canada, che consisteva delle alte isole artiche canadesi (principalmente le isole Ellesmere, Baffin e Victoria). Il distretto comprendeva anche la penisola di Melville e la Boothia.
L'area fu esplorata per la prima volta dai navigatori britannici, Martin Frobisher e Henry Hudson e fu trasferita dall'autorità coloniale britannica al Dominion del Canada nel 1894. Le isole più a nord, comunque, furono rivendicate dalla Norvegia fino al 1930.
Insieme al distretto di Keewatin e al distretto di Mackenzie, era uno dei tre distretti dei vecchi Territori del Nord-Ovest prima della formazione di Nunavut nel 1999, quando questo distretto finì di esistere. L'area dell'ex-distretto di Franklin fu divisa tra la rimanente porzione dei Territori del Nord-Ovest e Nunavut. Nel processo, l'Isola Victoria fu divisa: due terzi furono assegnati a Nunavut; anche parecchie altre isole furono divise tra i due territori.